# 格林納
49°35′20″N 25°10′50″E / 49.58889°N 25.18056°E
格林納（烏克蘭語：Глинна），是烏克蘭的村落，位於該國西部捷爾諾波爾州，由捷尔诺波尔区負責管轄，始建於1502年，面積0.38平方公里，2022年人口490，人口密度每平方公里1,586.8人。